# Julian Schnabel
Julian Schnabel (New York, 26 ottobre 1951) è un pittore e regista statunitense.

## Biografia
Nato a Brooklyn da una famiglia ebrea, figlio di Esta Greenberg e Jack Schnabel, Schnabel è uno dei pittori più celebri della scena newyorkese, molto noto per le tele di grandi dimensioni (spesso eseguite con tecniche miste), i ritratti e gli interventi di design. Abita in una grande casa-studio da lui stesso progettata secondo la propria personale concezione di arte, nota come Palazzo Chupì, sull'11ª strada nel West Village.

### Carriera cinematografica
Julian Schnabel ha scritto e diretto Basquiat (1996), un film biografico sul pittore Jean-Michel Basquiat, e Prima che sia notte (2000), un adattamento dell'omonimo romanzo autobiografico di Reinaldo Arenas, che inoltre l'ha prodotto. Con Prima che sia notte ha ottenuto la candidatura all'Oscar al miglior regista, oltre a quella di Javier Bardem come miglior attore.
Nel 2007 ha diretto Lo scafandro e la farfalla, un adattamento del libro di Jean-Dominique Bauby, con cui ha vinto il premio per miglior regista al Festival di Cannes. Lo stesso film ha ottenuto il premio alla miglior regia e al miglior film straniero in occasione dei Golden Globe del 2008, oltre a una candidatura all'Oscar al miglior regista, sempre nel 2008. Alla 64ª mostra internazionale d'arte cinematografica di Venezia ha fatto parte della giuria del premio fotografico Venice Movie Stars Photography Award. Sempre a Venezia, tre anni dopo, ha presentato in concorso il suo nuovo film, Miral (2011).

### Vita privata
Sposato dapprima con Jacqueline Beaurang, i due hanno avuto tre figli, Lola Montes, Stella Madrid e Vito Maria. Dopo il divorzio, Schnabel ha sposato Olatz López Garmendia, da cui ha avuto i gemelli Cy e Olmo. Dal 2007 al 2011 ha convissuto con la giornalista e scrittrice italo-palestinese Rula Jebreal.
Il suo stile decisamente peculiare consiste nel vestirsi con elegantissimi pigiami, sia singoli che sotto giacche e cappotti.

## Filmografia
- Basquiat (Basquiat) (1996)
- Prima che sia notte (Before Night Falls) (2000)
- Berlin (Lou Reed's Berlin) (2006) - documentario
- Lo scafandro e la farfalla (Le Scaphandre Et Le Papillon) (2007)
- Miral (Miral) (2010)
- Van Gogh - Sulla soglia dell'eternità (At Eternity's Gate) (2018)

## Riconoscimenti
- 2000 - Mostra Internazionale d'Arte Cinematografica di Venezia: 
  - Leone d'argento - Gran premio della giuria per Prima che sia notte (Before Night Falls)
- 2007 - Festival di Cannes: 
  - Prix de la mise en scène per Lo scafandro e la farfalla (Le Scaphandre Et Le Papillon)

- 2008 – Golden Globe: 
  - Miglior regista per Lo scafandro e la farfalla (Le Scaphandre Et Le Papillon)
  - Miglior film straniero per Lo scafandro e la farfalla (Le Scaphandre Et Le Papillon)

- 2008 – Premio Oscar: 
  - Candidatura a Miglior regista per Lo scafandro e la farfalla (Le Scaphandre Et Le Papillon)

## Julian Schnabel nei musei
- MoMA - Museum of Modern Art di New York[2]
- Centro Georges Pompidou di Parigi[3]
- Tate Gallery di Londra[4]
- Metropolitan Museum of Art di New York[5]
- Centro per l'arte contemporanea Luigi Pecci di Prato
- MAMbo - Museo d'arte moderna di Bologna